# Hoya de Enriquillo

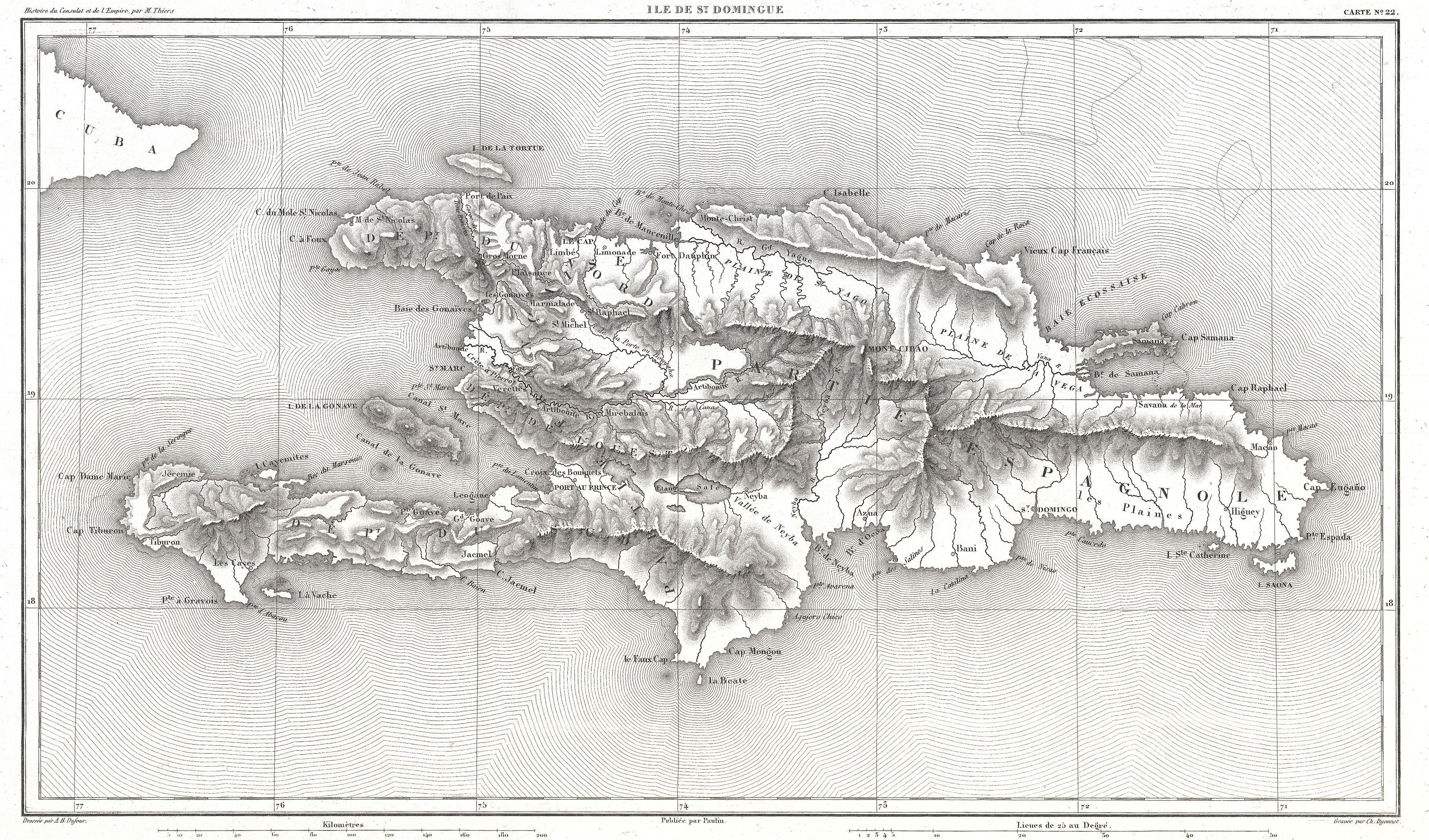
Kaart van Hispaniola uit 1859, het Enriquillomeer en het Étang Saumâtre in Haïti.

De Hoya de Enriquillo (gedeeltelijk samenvallend met de Valle de Neiba,) is een geologische depressie in het zuidwesten van de Dominicaanse Republiek. Ze ligt tussen de bergketens Sierra de Neiba en de Sierra de Baoruco. Het gebied loopt vanaf de Haïtiaanse grens tot aan de Baai van Neiba. De laagvlakte heeft een oppervlakte van 1825 km² en is 20 km breed.

## Geologie
De depressie maakt deel uit van de Enriquillo-Plantain Garden-breuk. Wat nu het eiland Hispaniola is, waren oorspronkelijk twee eilanden, die door deze breuk van elkaar gescheiden waren. In het Kwartair is het tussenliggende zeewater opgevuld met rivierslib, waardoor het huidige eiland gevormd werd. De Hoya de Enriquillo is onderdeel van het hierdoor ontstane laagland. De vlakte loopt verder over de grens met Haïti, en heet daar Cul-de-Sac. 
Op enkele plaatsen ligt de vlakte beneden de zeespiegel. Toen deze plekken met water werden opgevuld, ontstonden enkele zoutmeren. Een hiervan is het Enriquillomeer, het grootste zoutmeer van het Caraïbisch gebied. Nabij de kust meandert de rivier Yaque del Sur ter plaatse van de Baai van Neiba in de Caraïbische Zee.

## Valle de Neiba
De Hoya de Enriquillo valt deels samen met het rivierdal Valle de Neiba. Hierdoor worden beide benamingen vaak door elkaar gebruikt. In sommige bronnen wordt het hele gebied van de Baai van Neiba tot aan de Haïtiaanse grens dan als Valle de Neiba aangeduid. In andere bronnen wordt een onderscheid gemaakt tussen beide gebieden. De grens wordt dan vaak gelegd bij de Lagune van Cabral.